# 야스트솅비에즈드루이

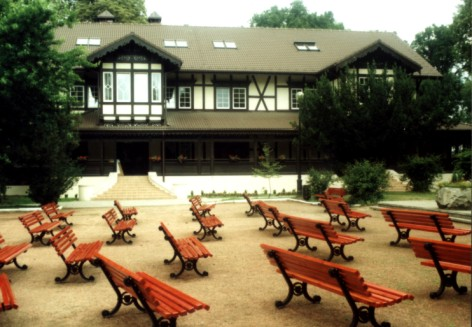
야스트솅비에즈드루이

야스트솅비에즈드루이(폴란드어: Jastrzębie-Zdrój)는 폴란드 남부 실롱스크주에 위치한 도시로, 면적은 85.44km2, 인구는 92,462명(2010년 기준), 인구 밀도는 1,100명/km2이다. 1963년 시로 승격되었으며 1975년부터 1978년까지는 카토비체 주에 속해 있었다. 온천으로 유명한 도시이다.

시기
시 문장